# Distúrbios de Joanesburgo em 2019

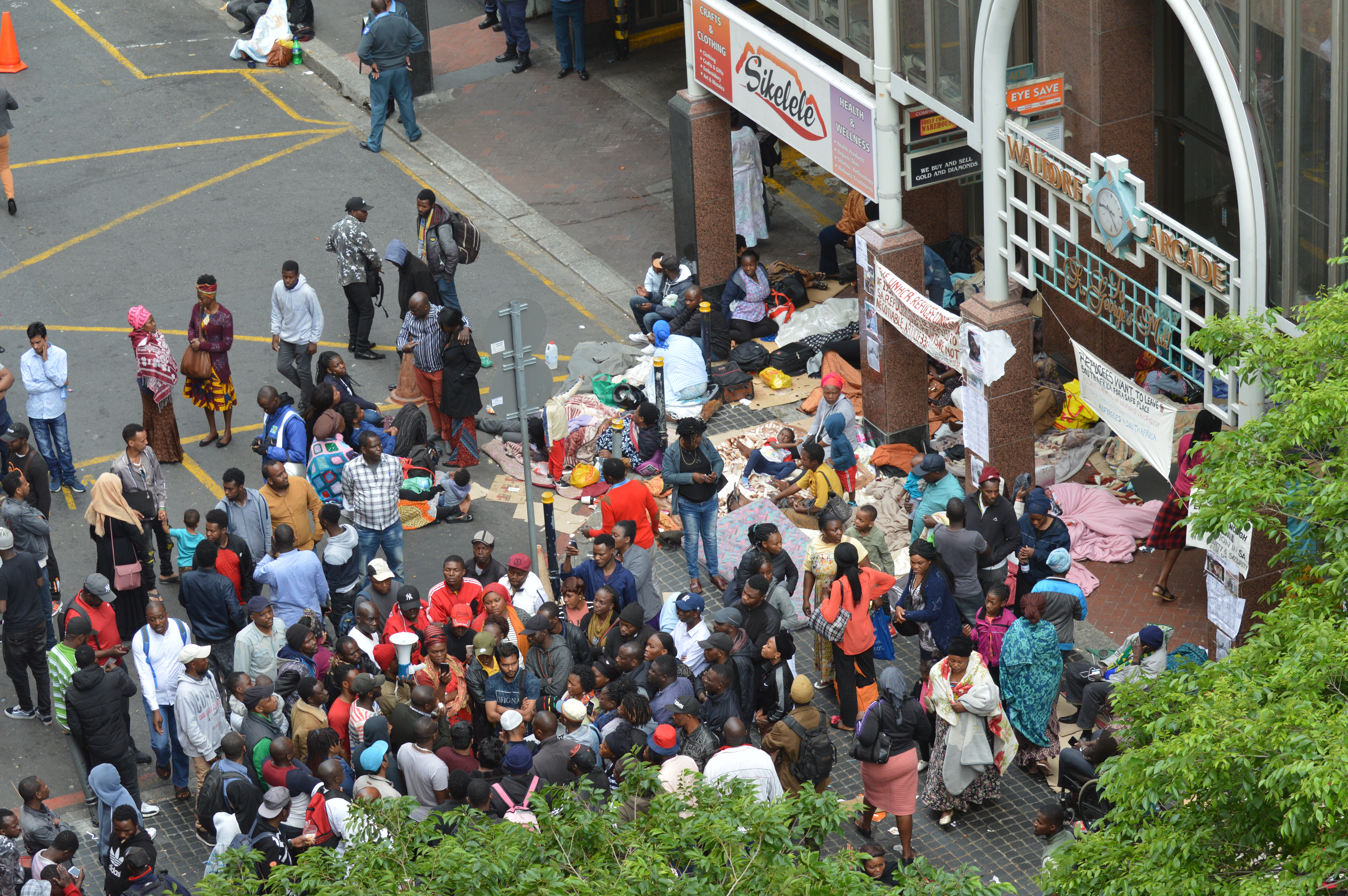
Cidadãos estrangeiros no sexto dia de concentração em frente aos escritórios da Agência das Nações Unidas para os Refugiados na Cidade do Cabo. Eles reivindicavam o fim da xenofobia na África do Sul.

Os distúrbios de Joanesburgo de 2019 ocorreram na cidade sul-africana de Joanesburgo entre 1 a 5 de setembro de 2019, levando à morte pelo menos sete pessoas. Os distúrbios foram de natureza xenófoba, visando cidadãos estrangeiros residente na África do Sul e oriundos de outras regiões da África. Ações de retaliação por desordeiros em outras nações africanas foram tomadas contra os distúrbios sul-africanos. O Instituto Sul-Africano de Relações Raciais afirmou que os distúrbios foram de natureza e origem semelhantes aos distúrbios xenófobos de 2008, que também ocorreram em Joanesburgo.
O motim recomeçou em Joanesburgo em 8 de setembro de 2019, quando manifestantes marcharam no distrito comercial central e saquearam lojas, ao mesmo tempo em que requeriam a saída de estrangeiros.

## Greve dos caminhoeiros
Os distúrbios coincidiram com uma greve nacional de caminhoneiros protestando contra a admissão de caminhoneiros não sul-africanos no mercado de trabalho do país. [28] Também coincidiu com a publicação de uma declaração da Human Rights Watch de que mais de 200 pessoas (principalmente motoristas de caminhão estrangeiros) foram mortas na África do Sul desde março de 2018. Durante o motim, vários de caminhões de carga foram incendiados e caminhoneiros estrangeiros foram agredidos na província de KwaZulu-Natal.

## Reações internacionais
Várias foram as reações internacionais ao evento supramencionado. A Associação de Futebol da Zâmbia (FAZ), país vizinho, cancelou uma partida internacional de futebol contra a África do Sul que ocorreria na Zâmbia devido a “preocupações de segurança prevalecentes na África do Sul”. Uma loja Pick n Pay (uma cadeia de supermercados com sede na África do Sul) na Zâmbia foi invadida após os distúrbios na África do Sul.
O Governo do Botswana emitiu avisos de viagem aos seus cidadãos na sequência dos motins mortais contra os estrangeiros, alertando-os sobre as instabilidades ocorridas na África do Sul e orientando-os a terem cautela enquanto permanecerem no território sul-africano.
Na Nigéria, todas as lojas e centros de serviços operados pela empresa de telecomunicações sul-africana MTN foram temporariamente fechados após ataques de retaliação à empresa derivados dos distúrbios na África do Sul. Outras empresas sul-africanas também suspenderam temporariamente o comércio, entre as quais a Multichoice e a Shoprite. A artista nigeriana Tiwa Savage declarou no Twitter que cancelaria apresentações na África do Sul em protesto contra os distúrbios.